# Laudaukse Kääksutajad
Laudaukse Kääksutajad é um grupo estoniano de música folclórica. A tradução de seu nome significa "Rangido de Porta de Celeiro". Eles lançaram seu primeiro álbum, Ühtelaulmine em 2004.

## Integrantes
- Evelyn Rosenberg - vocal.
- Maria Laatspera - vocal, bateria.
- Katrin Laidre - vocal, apitos.
- Kairi Leivo - vocal, bateria, berimbau de boca, gaita-de-fole.